# ボクノスベテダッタノニ
「ボクノスベテダッタノニ」は、成田昭次の3枚目のシングル。

## 概要
8年半ぶりにリリースした本作は、フジテレビ系「志村流」2月・3月度エンディングテーマ及びテレビ東京「ミュージックブレイク」2月度オープニングテーマ。非自作曲で行ったのは男闘呼組の7枚目のアルバム『5-3…無現実…』収録曲「TIME」以来で、自身の作詞のみでは同バンドの3枚目のアルバム『参』収録曲「BREAK THE LAW」以来となった。なお、楽曲提供者である鈴木雄大も、歌詞違いの「静かな闘い」をリリースしている。
2007年11月に朝日放送『初恋net.com〜忘れられない恋のうた〜』EPISODE.2「ボクノスベテダッタノニ」の主題歌として使われた。

## 収録曲
1. ボクノスベテダッタノニ
作詞：成田昭次　作曲：鈴木雄大　編曲：Xiton
2. Anytime
作詞：成田昭次　作曲：日高慶典　編曲：高橋茂治
3. ボクノスベテダッタノニ (inst.)
4. Anytaime (inst.)